# Portella
Portella is een geslacht van uitgestorven kreeftachtigen uit de klasse van de Ostracoda (mosselkreeftjes).

## Soort
- Portella trapezoida Crasquin, 2008